# Mandimby Randriamiandra
Mandimby Randriamiandra es un deportista malgache que compitió en taekwondo. Ganó una medalla de plata en el Campeonato Africano de Taekwondo de 2005, en la categoría de –54 kg.

## Palmarés internacional
| Campeonato Africano | Campeonato Africano       | Campeonato Africano | Campeonato Africano |
| Año                 | Lugar                     | Medalla             | Categoría           |
| ------------------- | ------------------------- | ------------------- | ------------------- |
| 2005                | Antananarivo (Madagascar) | Medalla de plata    | –54 kg              |